# سلالة تانغ المتأخرة الحاكمة
استمرت أسرة ليتر تانغ  من عام 923 حتى عام 936 أثناء فترة الأسر الخمس والممالك العشر في الصين، وهي الأولى من سلسلة الأسر الثلاث التي حكمها ترك شاتو. وقد حكمت معظم شمال الصين، في أوج ازدهارها.

## تشكيل أسرة ليتر تانغ
منذ سقوط أسرة تانج في 907، اشتد التنافس بين الخليفة أسرة ليتر ليانغ، التي كونها تشو ون، ومملكة جين، التي كونها لي كيونغ، شانشي حاليًا. وخلف التنافس وفاة لي كيونغ، الذي استمر ابنه لي كونزو في توسيع أقاليم جين على حساب ليتر ليانغ.
شكل لي كيونغ تحالفًا مع الخيتان، مثل شاتو، شعب السهب، وهي العلاقة التي ظهرت بشكل ملحوظ في التوسع والنصر النهائي لقبيلة شاتو. وقد نجح لي كونزو في الإطاحة بأسرة ليتر ليانغ عام 923 وأعلن نفسه إمبراطور أسرة ليتر تانغ، التي أشار إليها باسم «تانغ المستعادة». وكجزء من «استعادة تانغ»، انتقلت العاصمة إلى مقعد تانغ الشرقي القديم لويانغ.

## فترة حكم ليتر تانغ
لم يستمر حكم أسرة ليتر تانغ طويلاً، فقد دام لمدة ثلاثة عشر عامًا فقط. لي كونزو نفسه عاش ثلاث سنوات فقط بعد تأسيس الأسرة، بعد أن قُتل خلال تمرد ضابط في 926. لي سيوان، ابن لي كيونغ بالتبني، تولى الأسرة ولكن استمرت العلاقات مع الخيتان متوترة. شابت الصراعات الداخلية السنوات العشر المتبقية للأسرة، وانتهت بإسقاطها في 936، نتيجة تمرد شي جينغتانغ، صهر لي سيوان وشاتو المواتية، مع اقتحام العاصمة بمساعدة قوات الخيتان، ثم تأسيس أسرة ليتر جين.

## امتداد أقاليم ليتر تانغ
حكمت أسرة ليتر تانغ الكثير من الأقاليم في أوج ازدهارها أكثر مما حكمته أسرة ليتر ليانغ. فقد امتد حكمها إلى جميع الأقاليم الشمالية التي حكمتها أسرة ليتر ليانغ، فضلاً عن قاعدتها الخاصة في شانشي. كما سيطرت أيضًا على مناطق حول بكين وشنشي، والتي لم تكن تحت سيطرة ليتر ليانغ كليًا. وقد حدث التوسع الأكبر في أسرة ليتر تانغ عام 925 عندما غزت مملكة تشو السابقة، المتمركزة حاليًا في سيتشوان. ومع ذلك، ومع تراجع قوة ليتر تانغ، تكونت مملكة ليتر تشو عام 934، أي قبل سقوط أسرة ليتر تانغ بعام.

## حكام أسرة ليتر تانغ
| اسم المعبد        | الاسم بعد الوفاة                                  | اسم العائلة والاسم المعروف         | اصطلاحات التسمية الصينية   | فترات الحكم | اسم العصر والفترة المتوافقة                       |
| ----------------- | ------------------------------------------------- | ---------------------------------- | -------------------------- | ----------- | ------------------------------------------------- |
| تشوانغزونغ (莊宗) | ممل جدًا، لذلك لا يستخدم عند الإشارة إلى هذا الملك | لي كونزو (李存勗)                  | اسم العائلة والاسم المعروف | 923-926     | تونغوانغ (同光) 923-926                           |
| مينغزونغ (明宗)   | ممل جدًا، لذلك لا يستخدم عند الإشارة إلى هذا الملك | لي سيوان (李嗣源) أو لي دان (李亶) | اسم العائلة والاسم المعروف | 926-933     | تيانتشينغ (天成) 926-930 تشانغزينغ (長興) 930-933 |
| لا يوجد           | مين (閔)                                          | لي كونغهو (李從厚)                 | اسم العائلة والاسم المعروف | 933-934     | ينغشون (應順) 933-934                             |
| لا يوجد           | مودي (末帝)                                       | لي كونغك (李從珂)                  | اسم العائلة والاسم المعروف | 934-937     | كوينغتاي (清泰) 934-937                           |